# 스타드 롤랑 가로스
스타드 롤랑 가로스(프랑스어: Stade Roland-Garros)는 프랑스 파리에 위치한 경기장 단지이다. 프랑스 오픈을 개최하는 복합 테니스 경기장으로, 이 토너먼트는 매년 5월 말과 6월 초에 열리는 그랜드 슬램 테니스 선수권 대회다. 경기장은 프랑스 비행사인 롤랑 가로스의 이름을 따서 명명되었으며 1928년에 프랑스 최초의 데이비스 컵 방어전을 개최하기 위해 건설되었다.

## 테니스장
- 필립 샤트리에 코트 (Court Philippe Chatrier, 15,225명 수용)
- 쉬잔 랑글렌 코트 (Court Suzanne Lenglen, 10,068명 수용)
- 시몬 마티외 코트 (Court Simonne Mathieu, 5,000명 수용)

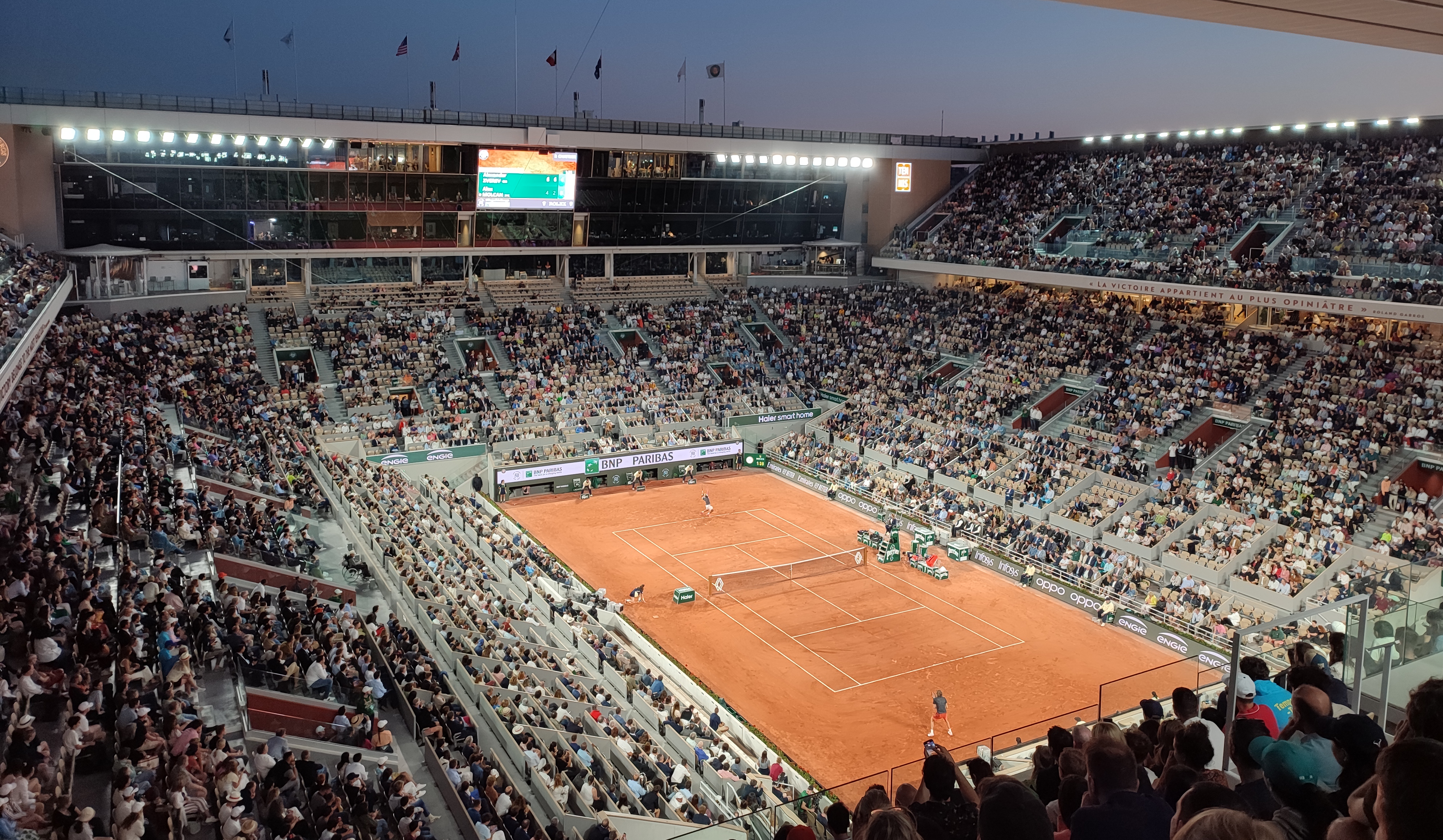
필립 샤트리에 코트
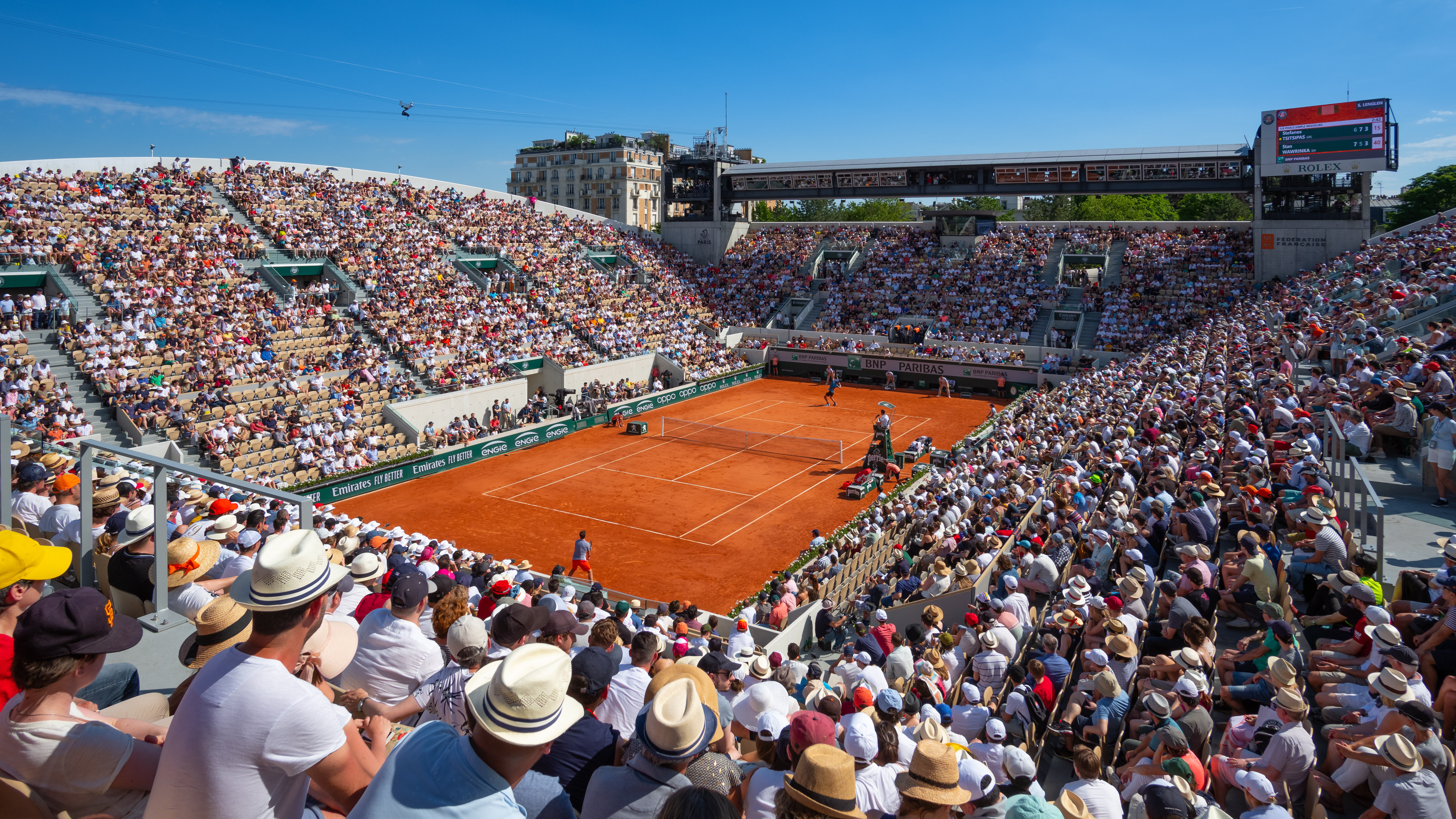
쉬잔 랑글렌 코트
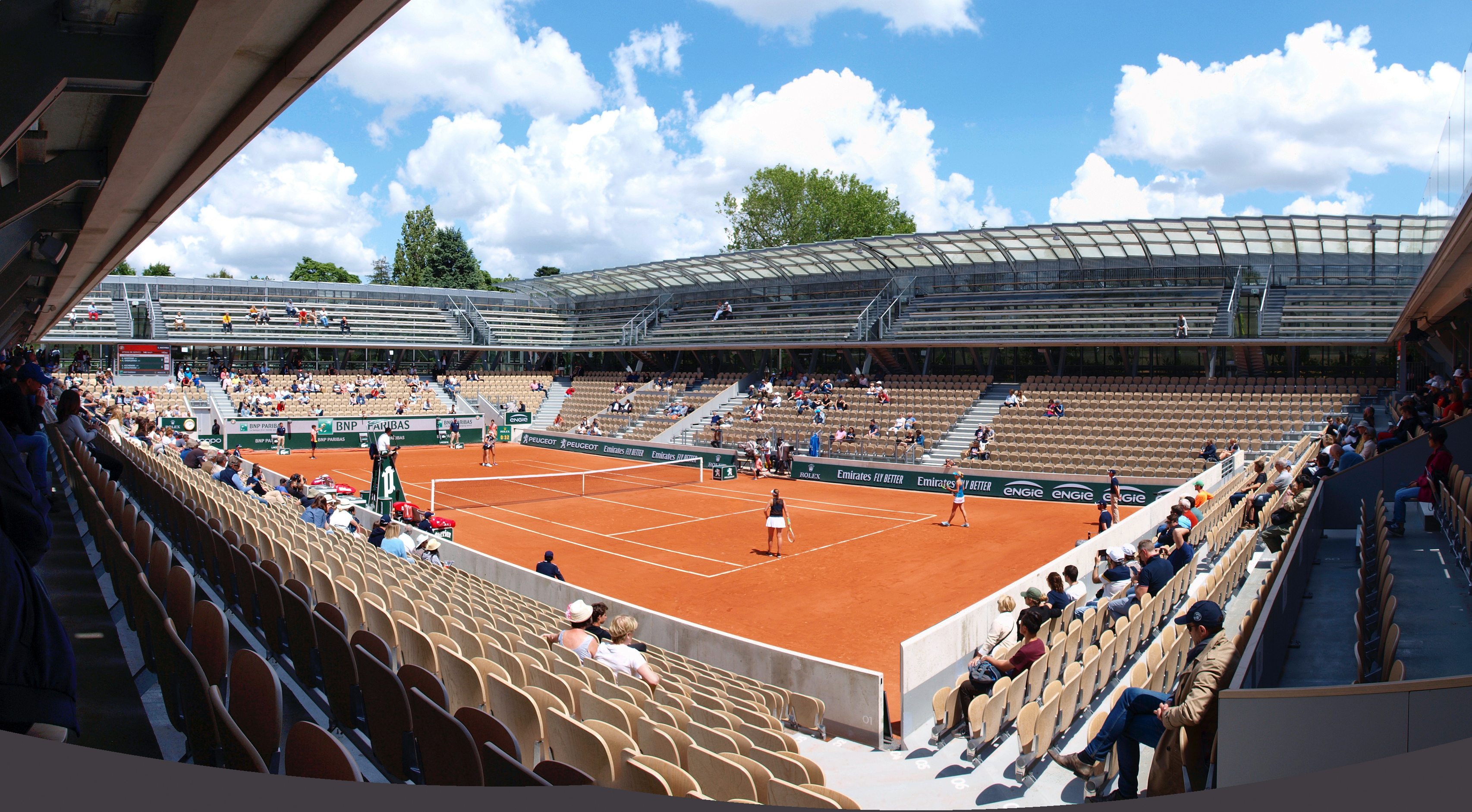
시몬 마티외 코트